# Astragalus dopolanicus
Astragalus dopolanicus es una especie de planta del género Astragalus, de la familia de las leguminosas, orden Fabales.

## Distribución
Astragalus dopolanicus se distribuye por Irán.

## Taxonomía
Fue descrita científicamente por Podlech. Fue publicado en Annalen des Naturhistorischen Museums in Wien 105: 577 (2003).